# Berliner-Joyce XFJ
El Berliner-Joyce XFJ fue un prototipo de avión de caza biplano estadounidense que voló por primera vez en mayo de 1930. Diseñado por Berliner-Joyce Aircraft para la Armada de los Estados Unidos, su ala inferior, emplazada por debajo del fuselaje y justo dos pies (62 cm) por encima del suelo, aparentemente le causaba una tendencia a realizar trompos al aterrizar, y nunca se ordenó su producción.

## Desarrollo y diseño
Berliner-Joyce había sido formada en 1929, y había ganado un contrato del Ejército de los Estados Unidos con el avión Berliner-Joyce P-16. Al mismo tiempo, había presentado un diseño similar a la Armada estadounidense, modificado para cumplir con los diferentes requerimientos, que incluían fuselaje semimonocasco de recubrimiento metálico, ala superior del tipo ala alta y un ala inferior separada y soportada por puntales de tipo cabaña.
El prototipo, XFJ-1, fue enviado a Anacostia para realizar pruebas tras sus vuelos iniciales, donde se le notó el hábito de realizar trompos, y finalmente resultó en un accidente al aterrizar, siendo necesarias su devolución y reparación. La compañía aprovechó la oportunidad para añadir un carenado del motor de tipo anillo Townend , y mejoró el motor del Pratt & Whitney R-1340C de 450 hp al R-1340-92 Wasp de 500 hp. Esto y otras mejoras elevaron la velocidad de 284,9 a 310,6 km/h, y la Armada dio al reconstruido avión la designación XFJ-2. Sin embargo, las mejoradas prestaciones llegaron a costa de la estabilidad, y el problema de los trompos persistía, por lo que no hubo interés en continuar con este diseño. Aun así, el prototipo continuó usándose en otras pruebas durante varios años.

## Variantes
XFJ-1
Prototipo con motor Pratt & Whitney R-1340C, uno construido (matrícula A-8288).
XFJ-2
XFJ-1 con varias mejoras y motor Pratt & Whitney R-1340-92 Wasp, uno convertido.

## Operadores
Estados Unidos
- Armada de los Estados Unidos

## Especificaciones (XFJ-1)
Referencia datos: Angelucci, 1987. pp. 59-60.

### Características generales
- Tripulación: Uno (piloto)
- Longitud: 6,27 m
- Envergadura: 8,53 m
- Altura: 2,00 m
- Superficie alar: 16,63 m²
- Peso vacío: 928 kg
- Peso cargado: 1269 kg
- Planta motriz: 1× motor radial de 9 cilindros refrigerado por aire Pratt & Whitney R-1340C.
  - Potencia: 335,6 kW (450 hp)

### Rendimiento
- Velocidad nunca excedida (Vne): 277 km/h
- Alcance: 650 km
- Techo de vuelo: 7254 m (23800 pies)
- Régimen de ascenso: 6,5 m/s (1282 pies/s)

### Armamento
- Ametralladoras: 

  - 2 fijas de 7,62 mm de tiro frontal

### Secuencias de designación
- Secuencia F_J (Cazas de la Armada estadounidense, 1922-1962 (Berliner-Joyce, 1929-1935)): FJ - F2J - F3J

### Listas relacionadas
- Anexo:Aeronaves militares de los Estados Unidos (navales)